# Russian Gap
Russian Gap (englisch für Russische Lücke) ist ein Gebirgsbresche mit nordsüdlicher Ausrichtung im Norden der westantarktischen Alexander-I.-Insel. Sie trennt die Havre Mountains von den Rouen Mountains und führt vom Bongrain-Piedmont-Gletscher bis zum Kopfende des Palestrina-Gletschers.
Eine detaillierte Kartierung nahm der britische Geograph Derek Searle vom Falkland Islands Dependencies Survey 1960 anhand von Luftaufnahmen vor, die bei der US-amerikanischen Ronne Antarctic Research Expedition (1947–1948) entstanden waren. Das UK Antarctic Place-Names Committee benannte die Bresche 1961 nach den Teilnehmern der ersten russischen Antarktisexpedition (1819–1821) unter der Leitung des deutsch-baltischen Seefahrers Fabian Gottlieb von Bellingshausen, die sie 1821 erstmals sichteten.